# فيليب أوزوبيتش
فيليب أوزوبيتش (مواليد 8 أبريل 1991) هو لاعب كرة قدم أذربيجاني كرواتي المولد يلعب في خط الوسط في نادي قره باغ.

## روابط خارجية
- فيليب أوزوبيتش على موقع الاتحاد الأوربي (الإنجليزية)
- فيليب أوزوبيتش على موقع اتحاد كرواتيا (الكرواتية)
- فيليب أوزوبيتش على موقع قاعدة بيانات كرة القدم.إي يو (الإنجليزية)
- فيليب أوزوبيتش على موقع ناشيونال فوتبول تيمز (الإنجليزية)
- فيليب أوزوبيتش على موقع Soccerway.com (الإنجليزية)
- فيليب أوزوبيتش على موقع AS.com (الإسبانية)